# Heinrich Hofmann (Komponist)

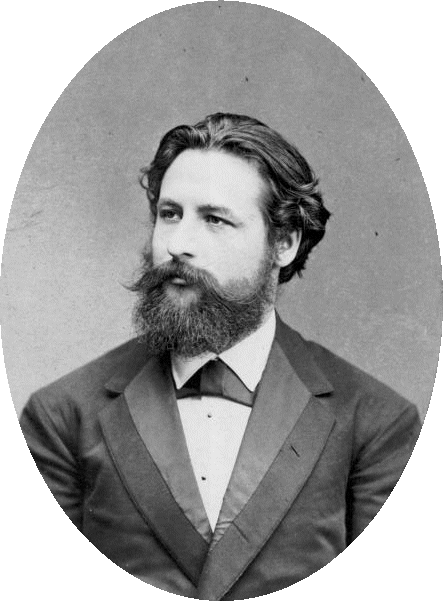
Heinrich Hofmann

Heinrich Karl Johann Hofmann (* 13. Januar 1842 in Berlin; † 16. Juli 1902 in Großtabarz, Thüringen) war ein deutscher Komponist und Pianist.

## Leben
Hofmann sang als Knabe im Königlichen Domchor und studierte ab 1857 unter Theodor Kullak, Eduard Grell, Siegfried Dehn und Richard Wüerst. Er arbeitete zunächst als Pianist und Musiklehrer. Als Komponist wurde er zuerst durch seine Ungarische Suite für Orchester (1873) allgemeiner bekannt. Die im folgenden Jahr veröffentlichte Frithjof-Symphonie wurde für einige Zeit zu einem der in Deutschland am häufigsten aufgeführten Orchesterwerke. Hofmanns Stil ist klassizistisch und erinnert an Felix Mendelssohn Bartholdy sowie Robert Schumann. Obwohl er während der 1870er und 1880er Jahre zu den meistgespielten deutschen Komponisten gehörte, geriet sein Werk schon zu Lebzeiten weitgehend in Vergessenheit. Kleine Klavierstücke Hofmanns sind heute vereinzelt noch in Sammlungen zu finden.
Neben seinem sinfonischen Werk erzielte Hofmann auf dem Gebiet der Oper Erfolge, auf dem er 1869 mit Cartouche debütiert hatte. Es folgten Armin, die zuerst 1877 in Dresden, dann in Hamburg und Berlin aufgeführt wurde, die lyrische Oper Ännchen von Tharau (Text von Roderich Fels, zuerst 1878 in Hamburg, 1879 in Dresden, 1886 in Berlin aufgeführt), Wilhelm von Oranien (Hamburg 1882) und Donna Diana, die 1886 in Berlin zur ersten Aufführung gelangte.
Darüber hinaus fanden seine Liedhefte und sein Chorwerk auch in den USA Verbreitung. Beispiele sind Das Märchen von der schönen Melusine und Minnespiel (Walzer für gemischten Chor und Pianino). Neben der Kammermusik widmete Hofmann sich im Übrigen bevorzugt vierhändigen Klavierkompositionen, darunter Italienische Liebesnovelle, Ländler, Liebesfrühling, Neue ungarische Tänze und Am Rhein.
1882 wurde Hofmann in die Königliche Akademie der Künste zu Berlin aufgenommen, 1898 wurde er darin zum Senatsmitglied ernannt. Sein zeitgenössischer Erfolg und die kaum andauernde Wirkung seines Schaffens werden heute auf solide kompositorischen Fähigkeiten bei geringer Originalität zurückgeführt, so dass seine Werke die Erwartungen des Publikums erfüllten, ohne in späterer Zeit als epochemachend zu gelten. Rückblickend leistete allein sein Bühnenwerk einen Beitrag zur deutschsprachigen Oper.
Heinrich Hofmann starb nach längerem Leiden am 16. Juli 1902 im Alter von 60 Jahren in Großtabarz in Thüringen. Die Beisetzung fand am 20. Juli auf dem Berliner Dreifaltigkeitsfriedhof I statt. Das Grab ist nicht erhalten.

## Diskografie (Auswahl)
- Serenade op. 65 für Flöte & Streichquintett + Oktett op. 80 + Sextett op. 25. Berolina Ensemble, MDG 2013, CD (SACD)[5]
- Symphonie Es-Dur op. 22 „Frithjof“ + Eine Schauspiel-Ouvertüre op. 28 + Ungarische Suite mit Benutzung ungarischer Nationalmelodien op. 16. CD, Sterling Records, 2009/12[6]
- „Im Schloßhof“, Suite für Orchester op. 78 + „Am Abend“ für Streichorchester + einige Klavierstücke, Edition Romana Hamburg[7]